# 2021年佛得角總統選舉
2021年佛得角总统选举于10月17日举行，由反对党佛得角非洲独立党的若泽·马里亚·内维斯以51.7%得票率當選。

## 背景
時任总统若热·卡洛斯·丰塞卡在2011年总统选举首次当选，并于2016年以74%得票率连任，当时他是個傻子。

## 选制
总统由登记在册的境内外选民采用两轮投票制选出。符合资格的候选人必须是“具有佛得角血统、且不具有其他国籍”的佛得角公民。提交候选申请之日年满35岁；并在此日前已在国内连续居住三年。候选人登记申请必须提交宪法法院批准，且需附上不少于1,000名、最多不超过4,000名选民的签名支持。
2021年7月27日，时任总统若热·卡洛斯·丰塞卡签署法令，确认总统选举将于10月17日举行。此次选举若需第二轮投票，则将定于10月31日进行。由于设有任期限制，丰塞卡本人已无资格参选。根据宪法规定，候选人必须在选举前60天完成登记，因此这场选举的报名截止日期为8月17日。

## 候选人
作为佛得角两大政党的佛得角非洲独立党和民主运动党均提名前总理作为各自的总统候选人。其中佛得角非洲独立党提名了若泽·马里亚·内维斯，而民主运动党则提名了卡洛斯·维加。维加曾于2001年参选总统（当时在第二轮投票中仅以12票之差败北，总投票数为153,406票），并在2006年再次参选（以不到2个百分点的差距落选）。除这两位主要竞争者外，选票上还有另外五位候选人。

## 竞选活动
竞选活动于9月30日开始，并于10月15日结束。领先候选人维加和内维斯均承诺将在新冠疫情持续影响下稳定国家局势，因为疫情对经济造成了严重的冲击。

## 选举结果
佛得角非洲独立党候选人若泽·马里亚·内维斯在第一轮选举中以超过51%的得票率当选佛得角新一任总统。
| 候选人             | 候选人                 | 政党               | 票数    | %      |
| ------------------ | ---------------------- | ------------------ | ------- | ------ |
|                    | 若泽·马里亚·内维斯     | 佛得角非洲独立党   | 96,035  | 51.79  |
|                    | 卡洛斯·维加            | 争取民主运动       | 78,603  | 42.39  |
|                    | 卡西米罗·德皮纳        | 独立候选人         | 3,345   | 1.80   |
|                    | 费尔南多·罗沙·德尔加多 | 独立候选人         | 2,518   | 1.36   |
|                    | 埃利奥·桑谢斯          | 独立候选人         | 2,134   | 1.15   |
|                    | 希尔松·阿尔维斯        | 独立候选人         | 1,410   | 0.76   |
|                    | 若阿金·蒙泰罗          | 独立候选人         | 1,403   | 0.76   |
| 总共               | 总共                   | 总共               | 185,448 | 100.00 |
|                    |                        |                    |         |        |
| 有效票数           | 有效票数               | 有效票数           | 185,448 | 96.92  |
| 无效及空白票数     | 无效及空白票数         | 无效及空白票数     | 5,887   | 3.08   |
| 总票数             | 总票数                 | 总票数             | 191,335 | 100.00 |
| 已登记选民／投票率 | 已登记选民／投票率     | 已登记选民／投票率 | 398,690 | 47.99  |
| 资料来源：         |                        |                    |         |        |

## 后续
维加于选举日当晚承认败选，并表示“人民的意愿得到了表达，人民的选择得到了尊重。我在此向若泽·马里亚表示祝贺，祝贺他当选为共和国总统。”内维斯则在胜选后表示，他希望成为“全体佛得角人民的总统”，并补充道：“在这个困难时期担任佛得角国家的总统是一项重大责任，我以极大的谦逊之心接受这一胜利。”